# Vladimír Cifranič
Vladimír Cifranič (* 10. ledna 1975) je bývalý slovenský fotbalista, obránce.
Hrál za 1. FC Košice, AC Sparta Praha, Ozetu Duklu Trenčín, ŠK Slovan Bratislava, Odru Wodzislaw, FC ViOn Zlaté Moravce a MFK Zemplín Michalovce. Se Spartou získal v roce 1998 mistrovský titul. V evropských pohárech nastoupil ve 2 utkáních.